# シュヴァルツェンベルク宮殿

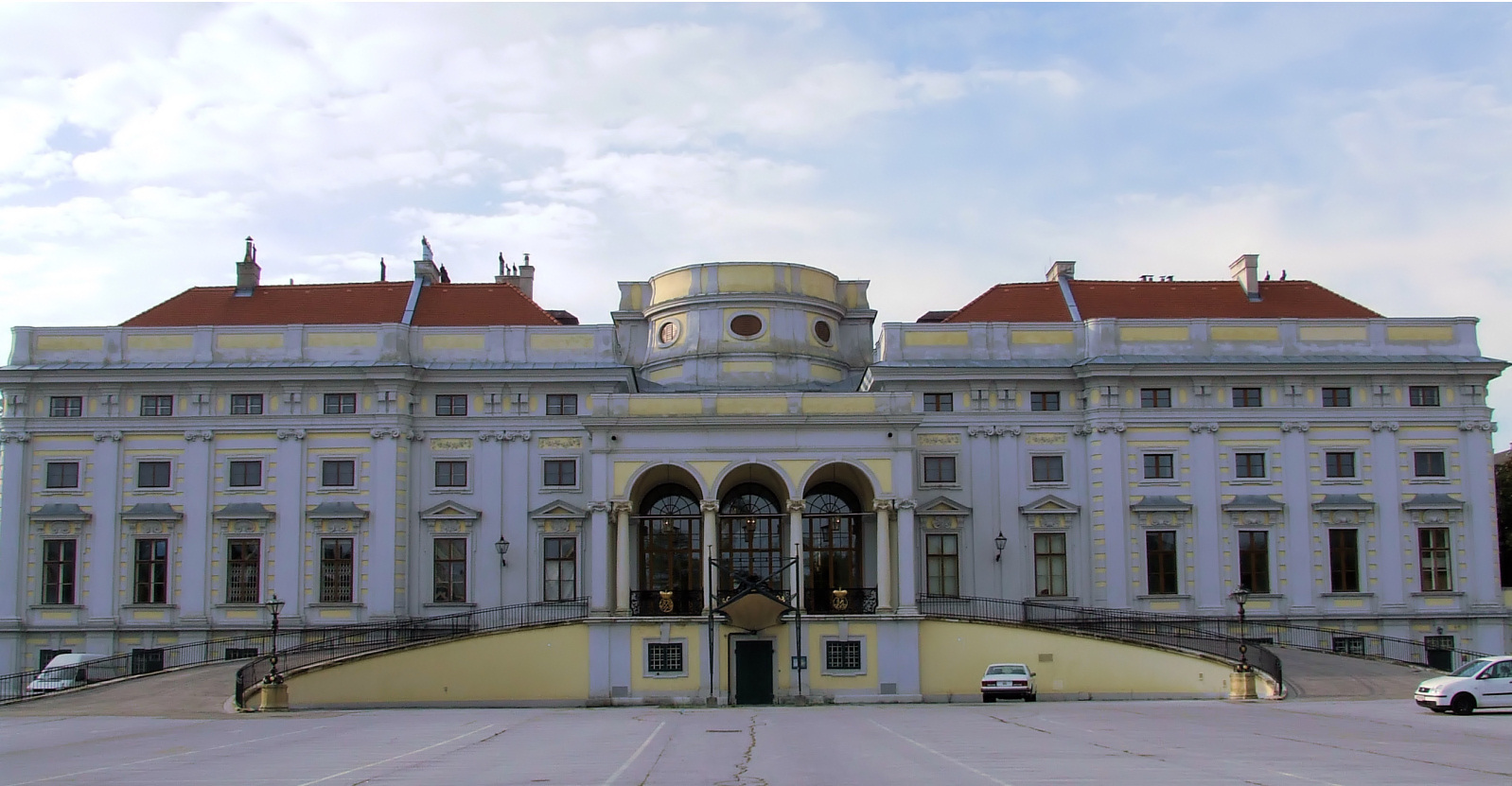
シュヴァルツェンベルク宮殿

シュヴァルツェンベルク宮殿（独:Schwarzenberg Palais）は、オーストリアのウィーン第3区、ラントシュトラーセにあるバロック宮殿であり、シュヴァルツェンベルク広場に面している。
現在も、シュヴァルツェンベルク侯家の所有である。
建築家ヨハン・ルーカス・フォン・ヒルデブラント指揮の下1697年に建築を開始し、1728年ヨハン・ベルンハルト・フィッシャー・フォン・エルラハ指揮下で完成した。
建築監督はアントン・エアハルト・マルティネッリであった。
1751年には、厩舎とコンサバトリーが増築された。
豪華に装飾された大理石ギャラリー( Marmorgalerie )は、宮殿の大きな特色の1つである。
今日、宮殿の一部は五つ星のホテルとなっており(2012年まで改装により閉鎖中)、祭典やイベントの会場として使用されることもある。
プラハの丘の聖ヴィート大聖堂近くにも、シュヴァルツェンベルク宮殿が存在し、プラハ国立美術館として使用されている。
座標: 北緯48度11分49秒 東経16度22分36秒 / 北緯48.19694度 東経16.37667度